# Грас, Рул
Рулоф (Рул) Грас (нидерл. Roelof "Roel" Gras; 26 мая 1908, Амстердам — 2 апреля 1999) — нидерландский футболист, игравший на позиции защитника, выступал за амстердамский «Аякс».

## Спортивная карьера
В возрасте восемнадцати лет Рул выступал за футбольный клуб «Амстел», который играл в чемпионате Амстердамского футбольного союза. В сентябре 1927 года запросил перевод из «Амстела» в клуб ОДЕ. На тот момент он проживал в восточной части Амстердама по адресу Крюгерплейн 23. В сентябре 1928 года был заявлен за основной состав ОДЕ. Позже играл за клуб ВФК из Хёйзена, из которого перешёл в амстердамский «Аякс». В сентябре 1931 года был заявлен за третий состав «Аякса», а год спустя был уже во второй команде.
В первой команде «Аякса» дебютировал 27 ноября 1932 года, выйдя в стартовом составе в матче 9-го тура чемпионата Нидерландов против «Спарты». Грас сыграл на позиции левого защитника и по оценке издания Het Volk оставил хорошее впечатление от своего дебюта. Встреча на домашнем стадионе «Де Мер» завершилась победой его команды со счётом 2:1. В дебютном сезоне принял участие в десяти матчах чемпионата. В следующем сезоне, который стал для «Аякса» чемпионским, Рул лишь однажды появился на поле.
За четыре сезона Грас принял участие в 16 матчах первенства Нидерландов. В последний раз за «Аякс» в чемпионате защитник сыграл 16 февраля 1936 года в домашней игре против ВСВ. Проигрывая по ходу встречи 0:2, «красно-белые» смогли переломить ход встречи и одержать победу — 4:2. В дальнейшем продолжал выступать за вторую команду «Аякса», а в сентябре 1937 года запросил перевод в клуб «Свифт». В июне 1938 года подал заявку на переход из «Аякса» в ДЕК, а предыдущий запрос отозвал. В сентябре 1938 года был заявлен за основной состав клуба ДЕК.

## Личная жизнь
Рул родился в мае 1908 года в Амстердаме. Отец — Геррит Грас, был родом из Делфзейла, мать — Гертье Ти, родилась в Зандаме. Родители поженились в июне 1891 года в Амстердаме — на момент женитьбы отец был столяром. В их семье воспитывалось ещё девять детей: четыре сына и пять дочерей. Его старшая сестра Гритье вышла замуж за футболиста Яна ван Дипенбека.
Женился в возрасте тридцати лет — его супругой стала 26-летняя Марта де Брёйн, уроженка Ког-ан-де-Зана. Их брак был зарегистрирован 11 января 1939 года в Амстердаме. В браке родились две дочери: Марлуке и Ванда. В ноябре 1958 года переехал с семьёй в австралийский город Брисбен.
Умер 2 апреля 1999 года в возрасте 90 лет.